# 医法刑事
《醫法刑事》，為韓國MBC於2022年6月3日起播出的金土連續劇，由《村莊：阿雉阿拉的祕密》的李容碩導演與《臨時制先生》的張洪哲編劇合作打造。本劇講述了因造假手術失去一切、成為醫療訴訟專門律師的天才外科醫生（蘇志燮飾）和因手術失去唯一親人和戀人的醫療犯罪專門部檢察官（林秀香飾）見面後，處罰那些透過財富和權力來決定生命順序的人們，安慰無辜的受害者的故事。

## 演員陣容

### 主要人物
| 演員                | 角色    | 介紹 |
| 蘇志燮 童年：柳善皓 | 韓以翰  | 42歲，過去曾是一名天才醫生，擅長普通外科和胸外科，「磐石大學醫院」的王牌外科醫生。 就算工作量超出負荷，他仍然保持精力充沛，總是以輕鬆的微笑來舒緩同事們的情緒。以翰成為了代替醫院院長具鎮基的獨生子賢成的手術室幽靈，作為代價，他擺脫了自殺的父親韓志赫的陰影和口舌，成為了期望的下任胸腔外科王牌。他相信未來會與母親、心愛的戀人金錫瑛、患有心臟病的她的弟弟錫周一起擁有幸福的日子。但是，他認為成功完成的手術讓他失去了所有珍貴的東西。被絕望感和憤怒所束縛的以翰，決定尋找偽造手術讓自己扣上嫌疑的幕後主使，展開復仇。 五年後，以翰以醫療訴訟專門律師的姿態亮相。 「醫生和律師沒有什麼不同。因為醫生在手術室拯救生命，而律師在法庭上拯救人生。」 |
| 申成祿              | 傑登·李 | 42歲，黑髮外國人，從事遊說和投資企業Honors hand的亞洲分公司代表。他不惜一切代價取得成功，是一個蒙著面紗的旅美韓僑第三代，內心和想法都難以捉摸。5年前的磐石VIP的貴賓。 五年前，他曾向因《醫療民營化法》在國會未能通過而難以確保資金的磐石財團投資了3000億韓元，因此具鎮基憑藉創建現在的磐石集團的功勞成為了財團理事長。現在到了正當回收投資金的時間，具鎮基的態度非同尋常。傑登也沒有單純的回收投資金後就離開的想法，他在規劃更大的藍圖。 |
| 林秀香 童年：申秀妍 | 金錫瑛  | 35歲，首爾中央地方檢察廳醫療犯罪專門部檢察官。堅信罪犯的改過自新來自懲罰，而不是寬恕和妥善處理。不僅如此，為了無辜的被告人，比律師更積極地給予無罪的人情味。 因交通事故去世的父母留下了世界上唯一的親人，弟弟金錫周。為了守護只有5歲的錫周，17歲的高中生錫瑛下定決心，縱使有粉身碎骨的遺憾，也要好好的撫養他長大。只要有時間就去找錫周的病房，這是錫瑛的樂趣和幸福。 後來自然而然的開始親近主治醫生韓以翰。錫周的心臟移植手術決定的那天，錫瑛承諾與以翰一起度過一生，迎來了最幸福的瞬間。 |

### 磐石財團 & 醫院相關人士
| 演員   | 角色    | 介紹 |
| 李璟榮 | 具鎮基  | 60多歲，磐石財團理事長&磐石醫院院長，現保健福祉部長官內定者。 「你只擁有權利吧。別想承擔責任。」 與磐石財團理事長的女兒張庭玉結婚後，在妻子的支援下，經過磐石醫院胸腔外科科長一職，升到了醫院院長一職。在現役時期，他是國內首次成功進行生物心臟及人工心臟移植手術，並創下雙冠王紀錄，超越名醫，甚至被稱為「神醫」的傳奇外科醫生。但是現在，作為醫生的使命感已經消失，只剩下企業家和政治家的面貌。 因為自己走過的路與皇家相去甚遠，所以抱著讓獨生子賢成只走花路的慾望，從實習開始就關注以翰，讓他成為賢成的手術室幽靈醫生，直到賢成鞏固醫院院長地位為止，打算用完後丟掉。 最後被傑登殺害。 |
| 李主儐 | 林宥娜  | 34歲，擁有外貌和知性的磐石R&D中心長，林泰文的女兒。出生於美國，畢業於約翰斯霍普金斯後，擔任全球生物科技企業最年輕的首席研究員時，被承諾擔任磐石醫院R&D中心長一職回國。因為是有力政治家的女兒，雖然表面上像羊一樣生活，但內心卻像豹子一樣熱血沸騰。 在擔任全球生物技術企業高級研究員期間，見到了位開發新一代手術機器人而派遣的賢成，並得到盤石醫院R&D中心主任一職的約定，一起回國。因為理解具鎮基和泰文的關係，所以維持著政略性的戀人關係。 |
| 李東河 | 具賢成  | 42歲，前胸外科科長，現為磐石醫院企劃調停室長&磐石園院長。從外公開始就是醫生家族，磐石大學醫院理事長具鎮基的獨生子。從磐石醫院胸部外科最年輕的科長到最年輕的基調室長及磐石園院長。雖然不辜負了以名義揚名的鎮基的期待，成為了胸腔外科專家。 但是應對手術中發生意想不到變數的能力明顯下降，平時能做好的手術到了重要瞬間也會反覆出現失誤。所以看著僅憑實力就得到父親認可的以翰，暗自燃起了自卑感的競爭意識。 |
| 文熙景 | 張庭玉  | 具鎮基的妻子，具賢成的母親。 |
| 禹賢珠 | 表恩實  | 40多歲，磐石醫院法務組王牌律師。 |
| 金好貞 | 趙靜賢  | 50多歲，前磐石醫院護理科科長，現為磐石醫院護理本部長。 |
| 崔德文 | 李道亨  | 40多歲，前磐石醫院麻醉科科長，現為磐石醫院副院長。 |
| 金炯默 | 朴基泰  | 42歲，磐石醫院合約胸外科醫生，沒有後臺也沒有能力的職員。 |
| 李承宇 | 崔耀燮  | 30多歲，以翰的大學後輩，胸部外科的下一任希望之星。 |
| 南明烈 | 林泰文  | 60多歲，林宥娜的父親，韓國前外交部長、駐美大使，現任大韓黨競選候選人。患有阿滋海默症。 |
| 姜京憲 | 尹美善  | 50多歲，大韓黨黨代表，磐石醫院隱藏的VVIP。 |
| 金泰謙 | 麥可·梁 | 30多歲，Honors hand亞洲戰略組組長。 「價值投資？知道我們是華倫·巴菲特嗎？你知道的。美國對金融犯罪有多麼敏感。但這裡是天堂。非常寬大。」 他曾是紐約華爾街的基金經理，被尋找繼任者的傑登挖走，繼承了亞洲戰略組組長的位置。使用韓裔美國人特有的韓僑語氣，第一印象雖然很輕，但通過快速的大腦旋轉和狀況判斷，總是能完成120%以上傑登的指示。他把引領自己成為榮譽之手的同事兼上司的傑登視為榜樣，像朋友一樣相處。最後和傑登分裂。 |
| 朴俊赫 | 權允錫  | 40多歲，醫療界非法政治資金回扣的主要參考人。 |
| 李奎福 | 千室長  | 40多歲，具鎮基的忠犬。 |
| 辛修姃 | 劉佳延  | 30多歲，磐石醫院管理室長，李道亨的情婦。 |
| 金允書 | 鄭允貞  | 具有曾任職國科搜法醫經驗的病理學專科醫生。 |

### 新希望律師事務所 & 醫療犯罪專責部
| 演員   | 角色   | 介紹 |
| 鄭敏雅 | 曹多倫 | 30歲，希望律師事務所的特級調查員，演藝部王牌記者出身。 不分男女老少，在迷惑人、挖掘訊息方面非常出衆。父親被在磐石醫院工作的以翰手術後挽救了生命，因此她成為了新希望法律事務所的調查員。                                                                        |
| 趙賢植 | 姜大雄 | 38歲，a.k.a手術室裡的棕熊，以翰可靠的右臂。 因為天生的塊頭和力量、兇狠無比的蒙太奇險些走上了黑暗的道路，但多虧了高中前輩以翰，才得以抓住自己的心。五年前，比較晚才開始學習，考入磐石大學護理系，跟隨以翰來到磐石醫院，只要是以翰的話，就算揹著火藥也會衝進去。 |
| 徐胤雅 | 潘秀熙 | 34歲，曹多倫大學時期的前輩，醫療專業記者界的頂尖人物。 |
| 崔載雄 | 白康昊 | 43歲，醫療犯罪專責部部長檢察官，錫英的榜樣。 |
| 盧英學 | 鄭熙京 | 20多歲，前國家拳擊隊代表，自稱鏡子王子。 |
| 李尚勳 | 朴股長 | 50多歲，錫英的堅強後盾，是個講義氣的男子漢。 |

### 其他
| 演員   | 角色   | 介紹                                  |
| 鄭寶珉 | 良善愛 | 尹美善的女兒。                        |
| 金岱建 | 道盡優 | 良善愛的男朋友。                      |
| 朴美淑 | 尹秀智 | 榮譽之手 (Honors Hand) 總公司本部長。 |

### 特別演出
| 演員                    | 角色   | 介紹                                                                           |
| 南基愛                  |        | 韓以翰的母親。                                                                 |
| 韓承彬 （童年：李采賢） | 金錫周 | 錫瑛的弟弟。                                                                   |
| 張瑞妍                  | 吉筱妍 | 新希望律師事務所的委託人，立志要成為偶像歌手，做完手術後失聲了。               |
| 林哲亨                  | 南赫哲 | 死刑犯，趙靜賢的前夫，殺死朴基泰的兇手。                                       |
| 徐鎮元                  | 李基允 | 大學教授，李皓俊的父親。                                                       |
| 李天茂                  | 李皓俊 | 李基允的兒子，送到「磐石大學醫院」急診室後因錯誤治療而死亡，主治醫師為朴基泰。 |
| David Lee               |        | 偷渡船接洽者                                                                   |

## 原聲帶
| Part.1（發行日期：2022年6月10日） | Part.1（發行日期：2022年6月10日） | Part.1（發行日期：2022年6月10日） | Part.1（發行日期：2022年6月10日） |
| 曲序                              | 曲目                              | 演唱                              | 时长                              |
| --------------------------------- | --------------------------------- | --------------------------------- | --------------------------------- |
| 1.                                | Freedom                           | 李昌燮（BTOB）                    | 3:48                              |
| 2.                                | Freedom（Inst.）                  |                                   | 3:48                              |

| Part.2（發行日期：2022年6月17日） | Part.2（發行日期：2022年6月17日） | Part.2（發行日期：2022年6月17日） | Part.2（發行日期：2022年6月17日） |
| 曲序                              | 曲目                              | 演唱                              | 时长                              |
| --------------------------------- | --------------------------------- | --------------------------------- | --------------------------------- |
| 1.                                | 陌生的一天                        | CHEN（EXO）                       | 3:22                              |
| 2.                                | 陌生的一天（Inst.）               |                                   | 3:22                              |

| Part.3（發行日期：2022年6月25日） | Part.3（發行日期：2022年6月25日） | Part.3（發行日期：2022年6月25日） | Part.3（發行日期：2022年6月25日） |
| 曲序                              | 曲目                              | 演唱                              | 时长                              |
| --------------------------------- | --------------------------------- | --------------------------------- | --------------------------------- |
| 1.                                | Fight On                          | 柳會勝（N.Flying）                | 3:21                              |
| 2.                                | Fight On（Inst.）                 |                                   | 3:21                              |

| Part.4（發行日期：2022年7月1日） | Part.4（發行日期：2022年7月1日） | Part.4（發行日期：2022年7月1日） | Part.4（發行日期：2022年7月1日） |
| 曲序                             | 曲目                             | 演唱                             | 时长                             |
| -------------------------------- | -------------------------------- | -------------------------------- | -------------------------------- |
| 1.                               | My Shadow                        | Leeraon (이라온)                 | 3:39                             |
| 2.                               | My Shadow（Inst.）               |                                  | 3:39                             |

## 收視率
| 季數 | 季數 | 每季集數 | 每季集數 | 每季集數 | 每季集數 | 每季集數 | 每季集數 | 每季集數 | 每季集數 | 每季集數 | 每季集數 | 每季集數 | 每季集數 | 每季集數 | 每季集數 | 每季集數 | 每季集數 |
| 季數 | 季數 | 1        | 2        | 3        | 4        | 5        | 6        | 7        | 8        | 9        | 10       | 11       | 12       | 13       | 14       | 15       | 16       |
| ---- | ---- | -------- | -------- | -------- | -------- | -------- | -------- | -------- | -------- | -------- | -------- | -------- | -------- | -------- | -------- | -------- | -------- |
|      | 1    | 1006     | 806      | 1162     | 852      | 997      | 1285     | 1117     | 1076     | 1064     | 1077     | 1285     | 1168     | 1188     | 1100     | 1294     | 1294     |

| 集數 | 播出日期      | 尼爾森全國收視率 | 尼爾森全國收視率 | 尼爾森首都圈收視率 | 尼爾森首都圈收視率 | TNMS全國收視率 |
| 集數 | 播出日期      | 家庭戶比例       | 人數（百萬）     | 家庭戶比例         | 人數（百萬）       | TNMS全國收視率 |
| ---- | ------------- | ---------------- | ---------------- | ------------------ | ------------------ | -------------- |
| 1    | 2022年6月3日  | 5.2%             | 1.006            | 5.7%               | 0.676              | 5.3%           |
| 2    | 2022年6月4日  | 4.2%             | 0.806            | 4.6%               | 0.547              | 3.7%           |
| 3    | 2022年6月10日 | 6.5%             | 1.162            | 6.4%               | 0.713              | 6.8%           |
| 4    | 2022年6月11日 | 4.9%             | 0.852            | 5.1%               | 0.561              | 5.1%           |
| 5    | 2022年6月17日 | 5.7%             | 0.997            | 5.4%               | 0.581              | 5.3%           |
| 6    | 2022年6月18日 | 6.9%             | 1.285            | 6.7%               | 0.750              | 6.3%           |
| 7    | 2022年6月24日 | 6.4%             | 1.117            | 6.5%               | 0.714              | 5.1%           |
| 8    | 2022年6月25日 | 5.4%             | 1.076            | 5.2%               | 0.674              | —              |
| 9    | 2022年7月1日  | 6.3%             | 1.064            | 6.0%               | 0.626              | 5.9%           |
| 10   | 2022年7月2日  | 6.2%             | 1.077            | 6.3%               | 0.678              | 6.4%           |
| 11   | 2022年7月8日  | 7.2%             | 1.285            | 7.1%               | 0.786              | —              |
| 12   | 2022年7月9日  | 6.1%             | 1.168            | 6.2%               | 0.768              | 6.5%           |
| 13   | 2022年7月15日 | 6.5%             | 1.188            | 6.3%               | 0.729              | 6.4%           |
| 14   | 2022年7月16日 | 6.2%             | 1.100            | 6.2%               | 0.719              | 6.2%           |
| 15   | 2022年7月22日 | 7.1%             | 1.294            | 7.3%               | 0.821              | 6.4%           |
| 16   | 2022年7月23日 | 7.0%             | 1.294            | 7.2%               | 0.821              | 6.4%           |

## 同一劇集時段作品
週五六時段劇集
- SBS 金土連續劇：《為何是吳秀才》
- tvN 金土連續劇：《流星》

週六時段劇集
- TV朝鮮 土曜連續劇：《魔女寶刀未老》

週末時段劇集
- KBS2 週末連續劇：《現在很美麗》
- tvN 週末連續劇：《我們的藍調時光》、《還魂》
- JTBC 週末連續劇：《Cleaning Up》

## 外部連結
- 韓國MBC官方網站
- Daum上《医法刑事》的資料
- 在Disney+上觀看《医法刑事》

| MBC 金土劇                               | MBC 金土劇                                | MBC 金土劇 |
| ---------------------------------------- | ----------------------------------------- | ---------- |
|                                          | 醫法刑事 （2022年6月3日－2022年7月23日）  |            |
| 還有明天 （2022年4月1日－2022年5月21日） | 黑話律師 （2022年7月29日－2022年9月17日） |            |